# Athyrium mackinnoniorum
Athyrium mackinnoniorum är en majbräkenväxtart som först beskrevs av Hope, och fick sitt nu gällande namn av Carl Frederik Albert Christensen. Athyrium mackinnoniorum ingår i släktet Athyrium och familjen Athyriaceae.

## Underarter
Arten delas in i följande underarter:
- A. m. glabratum
- A. m. yigongense